# 요한 프란츠 엥케

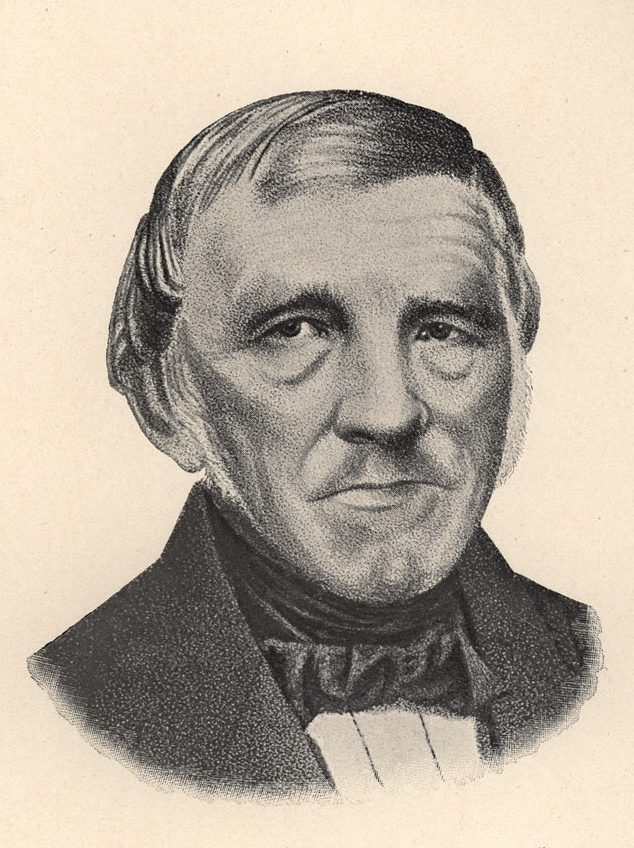

요한 프란츠 엥케(Johann Franz Encke, 1791년 9월 23일 – 1865년 8월 26일)는 독일의 천문학자이다. 혜성과 소행성의 계산법을 연구하고 지구와 태양간 거리를 측정했으며 토성을 수차례 관찰했다.

## 영예
- 소행성 9134 엥케는 그의 영예를 기려 명명된 이름이다.
- 토성 고리의 엥케 갭은 엥케의 이름에 따라 붙여진 이름이다.
- 엥케 혜성은 엥케의 궤도 계산에 따라 붙여진 이름이다.

## 참고 자료
- Gilman, D. C.; Thurston, H. T.; Colby, F. M., 편집. (1905). 〈Encke, Johann Franz〉. 《신 국제 사전》 1판. New York: Dodd, Mead.